# ハウラー-プリー・ヴァンデ・バーラト急行

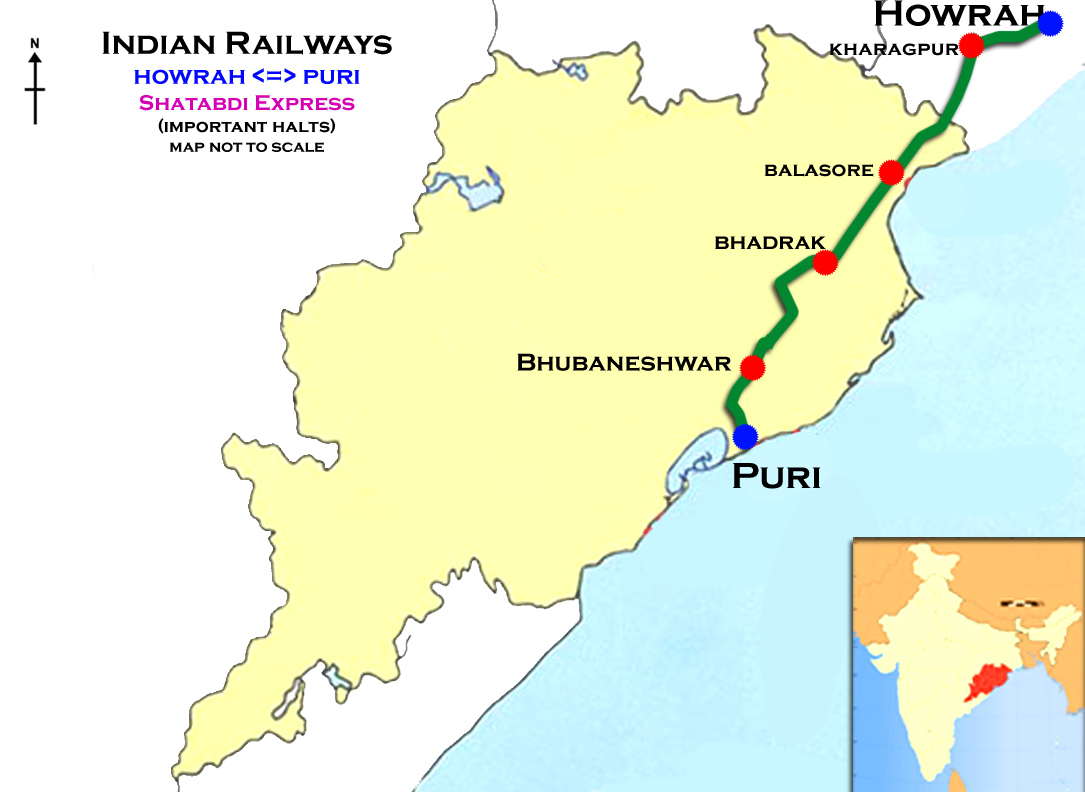
路線図

ハウラー-プリー・ヴァンデ・バーラト急行（英語: Howrah–Puri Vande Bharat Express）は、インドの長距離電車急行列車であるヴァンデ・バーラト急行の1つ。2023年から営業運転を開始した。

## 概要
2023年5月18日に設定され、5月20日から営業運転を開始したヴァンデ・バーラト急行。木曜日を除いた週6日に、ハウラーのハウラー駅とプリーのプリー駅の間、走行距離500 kmの区間を週6日に1往復運行する。同区間にはシャターブディー急行（ハウラー-プリー・シャターブディー急行）が存在するが、ヴァンデ・バーラト急行は運賃が高額となっている一方で同列車（7時間40分）よりも速い6時間25分で運行する。使用される車両は16両編成である。